# Kilmory Knap Chapel

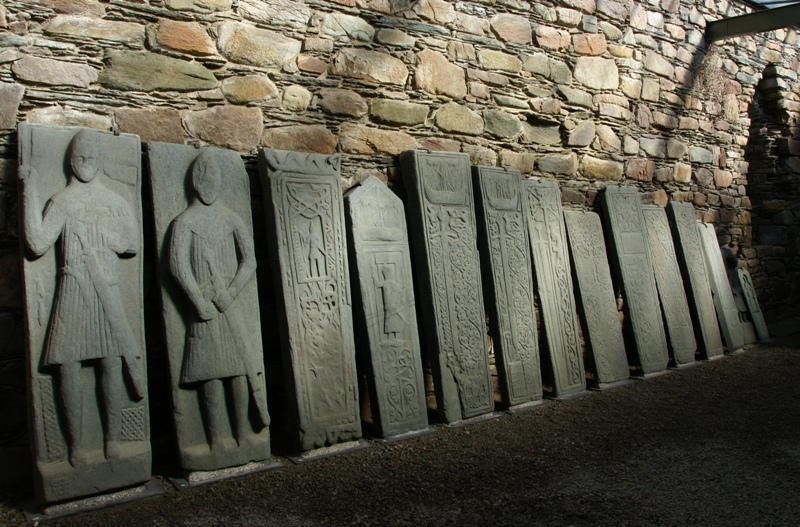
De kapel herbergt een groot aantal middeleeuwse grafstenen van het West Highland type.

Kilmory Knap Chapel is een (voormalige) dertiende-eeuwse kapel, gelegen op het schiereiland Knapdale op de oostelijke oever van Loch Sween in de Schotse regio Argyll and Bute. In de kapel bevindt zich een verzameling van vroeg christelijke en middeleeuwse grafstenen en -kruisen inclusief het vijftiende-eeuwse keltisch kruis MacMillan's Cross.

## Beschrijving

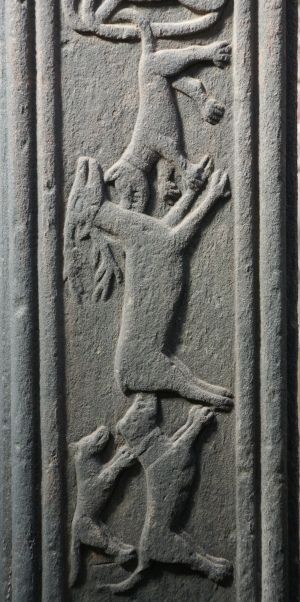
Detail van de achterzijde van het MacMillan's Cross: een hert omringd door drie jachthonden.

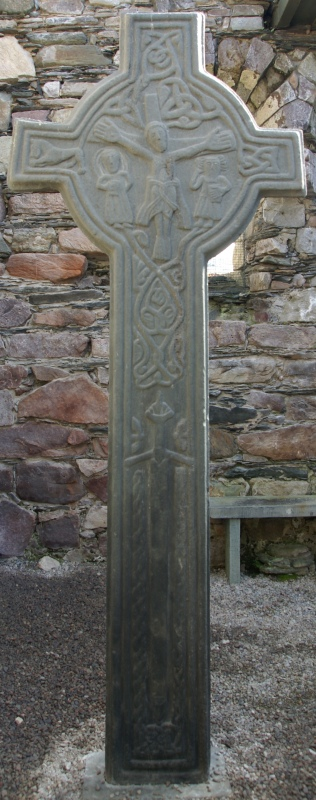
Voorzijde van het MacMillan's Cross.

### Kapel
De Kilmory Knap Chapel is gewijd aan Maria en werd gebouwd in de eerste helft van de dertiende eeuw. Deze kapel viel onder de parochie van Knapdale met als parochiekerk Keills Chapel. Na de reformatie in 1560 raakte de kapel in onbruik en werd het gebouw, nadat het dak was verdwenen, gebruikt als begraafplaats.
In 1934 werd de kapel van een dak voorzien en werden de vroeg christelijke en middeleeuwse grafstenen van de omringende begraafplaats in de kapel geplaatst om deze tegen de elementen te beschermen.
De kapel is een rechthoekig gebouw met een interne ruimte van 11,6 bij 5,2 meter. Het altaar stond aan de oostelijke zijde in de kapel. De oostmuur heeft twee ramen met ronde bogen. In de oostmuur is de kast overgebleven.

### Grafstenen en kruisen
Het gros van de 36 grafstenen en kruisen, die in de kapel aanwezig zijn, stammen uit de veertiende, vijftiende en zestiende eeuw. De vroege kruisen en grafstenen zijn vervaardigd door Ierse kunstenaars, de latere door lokale beeldhouwers van bijvoorbeeld Iona, Loch Awe, Kintyre en Kilmory, die elk hun eigen stijl hadden; alle worden gezien als het West Highland type. De afbeeldingen variëren van gebladerte tot voorwerpen als kruisen, zwaarden en werktuigen (zoals scharen) en van dieren tot personen. Bijzonder is een steen waarop een priester staat afgebeeld die knielend bidt voor een altaar. Zeven stenen zijn geïdentificeerd als vroeg christelijk, stammende van vóór 1000 n.Chr.

### MacMillan's Cross
Het vijftiende-eeuwse keltisch kruis MacMillan's Cross toont aan de voorzijde de kruisiging van Jezus met de Maagd Maria aan de linkerzijde en Johannes aan de rechterzijde. Eronder staat een zwaard afgebeeld. Aan de achterzijde wordt een jachtscène afgebeeld met onderaan de jager met jachthoorn en speer en erboven een hert dat aangevallen wordt door drie honden.
Het kruis was opgericht voor Alexander MacMillan, die de beheerder was van het nabijgelegen Castle Sween aan het einde van de vijftiende eeuw. Sinds 1981 staat het kruis in de kapel.

## Beheer
Kilmory Knap Chapel wordt beheerd door Historic Environment Scotland net als de aan de overkant van Loch Sween gelegen Keills Chapel. Andere plaatsen waar West Highland grafstenen en kruisen bewaard zijn gebleven zijn onder andere Ardchattan Priory, Iona Abbey, de Kilmartin Sculptured Stones in Kilmartin en Skipness Chapel.